# Médiance
La médiance est une traduction enrichie du concept japonais fûdosei, dû au philosophe Tetsurō Watsuji (1889-1960), élaborée par le géographe et orientaliste Augustin Berque. Il la définit ainsi :

« [...] la médiance se trouvait définie comme le sens ou l'idiosyncrasie d'un certain milieu, c'est-à-dire la relation d'une société à son environnement. Or, ce sens vient justement du fait que la relation en question est dissymétrique. Elle consiste en effet dans la bipartition de notre être en deux « moitiés » qui ne sont pas équivalentes, l'une investie dans l'environnement par la technique et le symbole, l'autre constituée de notre corps animal. Ces deux moitiés non équivalentes sont néanmoins unies. Elles font partie du même être. De ce fait, cette structure ontologique fait sens par elle-même, en établissant une identité dynamique à partir de ses deux moitiés, l'une interne, l'autre externe, l'une physiologiquement individualisée (le topos qu'est notre corps animal), l'autre diffuse dans le milieu (la chôra qu'est notre corps médial). Dans cette perspective, la définition watsujienne de la médiance prend tout son sens. La médiance, c'est bien le moment structurel instauré par la bipartition, spécifique à l'être humain, entre un corps animal et un corps médial. »

— Augustin Berque, Ecoumène; introduction à l'étude des milieux humains, 2000, p.128.